# Natàlia Gorbanévskaia
Natàlia Ievguénievna Gorbanévskaia (rus: Ната́лья Евге́ньевна Горбане́вская AFI / nɐˈtalʲjə jɪvˈɡʲenʲjɪvnə ɡərbɐˈnʲɛfskəjə / ( ? i  escolteu-ne la pronunciació en rus); 26 de maig de 1936, Moscou-29 de novembre de 2013, París) fou una poeta russa, traductora de literatura polonesa i activista dels drets civils. Fou una de les fundadores i primera directora del periòdic clandestí Samizdat. Crònica dels esdeveniments actuals (1968-1982).

## Biografia
Va començar els estudis de filologia el 1953 a la Universitat Estatal de Moscou, i el 1963 es va llicenciar a la Universitat de Leningrad. Ja durant els estudis, es va involucrar amb el moviment democràtic, cosa que va donar lloc a una escalada gradual d'assetjament per part de les autoritats. El 25 de d'agost del 1968, com a coorganitzadora d'una manifestació a Moscou contra l'entrada de l'exèrcit del pacte de Varsòvia a Txecoslovàquia va ser detinguda breument en els mesos posteriors a la investigació, que va acabar a l'abril de 1970 amb el diagnòstic d'esquizofrènia progressiva i el seu posterior empresonament, el 22 de febrer de 1972, primer en un hospital psiquiàtric de Kazan, i després a la presó de Butirka, a Moscou. Al desembre de 1975 es va veure obligada a abandonar el país. Es va instal·lar a París. Allà va treballar com a periodista en diverses publicacions de l'emigració russa, així com per a Ràdio Liberty. A l'abril del 2005 va adoptar la nacionalitat polonesa. Va morir al seu domicili de París el 29 de novembre del 2013 i fou enterrada al cementiri del Père-Lachaise.

## Honors i reconeixements
Joan Báez li va dedicar el 1973 la cançó Natalia amb text de Shushy Guppy (àlbum From Every Stage, 1976).
Per les seves traduccions de literatura polonesa fou premiada pel PEN Club polonès (1992). Va guanyar el premi Jerzy Giedroyc atorgat pel diari Rzeczpospolita per la promoció de la raó d'estat polonesa (2005). En la seva 8a edició (2013) fou presidenta del jurat del Premi literari d'Europa Central "Angelus".
A l'octubre de 2008 Gorbaniévskaia va rebre el títol de doctora honoris causa per la Universitat Marie Curie-Skłodowska de Lublin.
El 22 octubre 2013 Gorbanévskaia va rebre la medalla d'honor de la Universitat Carolina de Praga pel seu compromís de per vida amb la lluita per la democràcia, la llibertat i els drets humans.
Pels seus destacats èxits i la seva tasca envers la superació dels estereotips històrics entre polonesos i russos, pels seus èxits en la popularització de la cultura polonesa, i per donar suport als canvis democràtics a Polònia, se li va concedir a títol pòstum la Creu de Comanadora de l'Orde del Renaixement de Polònia.
El 28 d'octubre del 2014 el president txec, Miloš Zeman, li va concedir, a títol pòstum, la Medalla al Mèrit de primer grau, considerant el premi com si fos de l'any anterior, quan encara era viva. A la tardor de 2014, una escola privada d'idiomes de Praga fou rebatejada com a "Natálie Gorbaněvské" en honor seu.

## Llibres i altres publicacions
- Gorbanevskaya, Nathalia «Lettre de Moscou» (en francès). Esprit, 375, 11, 11-1968, pàg. 509–510. JSTOR: 24259381.
- Gorbanevskaya, Natalya. Midi Place Rouge. Dossier de la manifestation du 25 août 1968 sur la Place Rouge (en francès).  París: Robert Laffont, 1970.
- Natàlia Gorvanévskaia [Наталья Горбаневская]. Полдень: Дело о демонстрации 25 августа 1968 года на Красной площади (en rus).  Frankfurt-on-Main: Посев [Sembra], 1970.
- Gorbanevskaya, Natalya. Red Square at Noon.  Londres: Andre Deutsch, 1972. ISBN 0233955178.
- Gorbanevskaya, Natalya. Poems.  Manchester: Carcanet Press, 1972. ISBN 0-85635-002-8.
- Gorbanevskaya, Natalya «Fourteen poems». Index on Censorship, 1, 1, 3-1972, pàg. 107–116. DOI: 10.1080/03064227208532158.
- «What grief». The Massachusetts Review, 16, 4, tardor 1975, pàg. 625. JSTOR: 25088584.
- Gorbanevskaya, Natalya «Recollection». The Massachusetts Review, 16, 4, tardor 1975, pàg. 626. JSTOR: 25088585.
- Gorbanevskaya, Natalya «Twelve poems». Index on Censorship, 6, 1, 1-1977, pàg. 37–40. DOI: 10.1080/03064227708532601.
- Gorbanevskaya, Natalya «Writing for ‘samizdat’». Index on Censorship, 6, 1, 1-1977, pàg. 29–36. DOI: 10.1080/03064227708532600.
- Gorbanevskaya, Nathalia. «Témoignage». A: Galanskov, Youri. Le manifeste humain précédé par les témoignages de V. Boukovsky, N. Gorbanevskaïa, A. Guinzbourg, E. Kouznetsov (en francès).  Lausana: Editions L'Age d'Homme, 1982, p. 32–39. ISBN 2825109207.
- Gorbanevskaïa, Natalia «Samizdat et Internet» (en francès). Revue Russe, 33, 1, 2009, pàg. 137–143.